# 周立勋
周立勳（1598年—1640年），字勒卣，直隶华亭县人，明清時期詞人。

## 生平
周茂源侄子。崇祯初年與陈子龙、夏允彝、徐孚远、彭宾、杜麟徵等六人组成幾社，与复社相呼應，诗文慷慨激昂，又精於豔情之作。周亮工說他“縱情倡樂，麗思逸致。”張采亦云：“勒卣工愁善恨，下語如九曲明珠，耐人尋索。”周立勳一生久困場屋，屢試不中，留滞南雍。崇禎十三年（1640年）赴江南貢院應鄉試，客死秦淮河畔的妓館。